# Hei- en Meibos
Het 'Hei- en Meibos is een bosgebied nabij de stadsrand ten oosten van de Genkse wijk Sledderlo en ten zuiden van Terboekt. Het gebied wordt beheerd door de stad Genk.
Het gaat hier om een samenvoeging van het Heibos en het Meibos, gelegen aan de rand van het Kempens Plateau. Het woord mei staat voor meekrap, dat in deze omgeving vroeger veel werd verbouwd.
Het gebied ligt op de zuidrand van het Kempens Plateau en is tamelijk heuvelachtig. Er werd naaldhout, waaronder Corsicaanse den, aangeplant. Daarnaast zijn er verspreid liggende akkertjes of overblijfselen daarvan. Aan de westzijde van het bos vindt men de bebouwing van de uitbreidingswijk in Sledderlo.
Er zijn gemarkeerde wandelroutes uitgezet, vertrekkend van de Sint-Jozefskerk te Sledderlo. Deze sluiten aan op de vanuit het naburige Zutendaal uitgezette wandelroutes.